# Lee Soo-man
Lee Soo-man (* 18. Juni 1952 in Seoul) ist der Gründer von SM Entertainment.

## Biografie
Lee besuchte die angesehene Gyeongbok-Highschool und die ebenfalls renommierte Seoul National University, an der er Agrarmaschinenbau studierte.
1997 gründete er mit SM Entertainment sein eigenes Label und Talentagentur.
Im Jahre 2010 hat sich sein Anteil an SM Entertainment von 18,3 Millionen auf 54,8 Millionen US-Dollar zugelegt. Mit einem Privatvermögen von über 230 Millionen US-Dollar gehört Lee Soo-man mittlerweile zu den reichsten Südkoreanern, die in der Unterhaltungsbranche tätig sind.